# Fluorvätesyra
Fluorvätesyra (vattenlösning av vätefluorid, HF) är en mycket starkt frätande och giftig, men pH-mässigt mellanstark syra med pKa = 3. Fluorvätesyra har en kokpunkt på 20 °C. Förvaring måste ske i plastkärl (helst teflon), då det även löser upp glas. I kroppen bildar den olösliga salter med kalcium och magnesium och kan därmed helt slå ut vissa organ som hjärta, lever och njurar. Spill på kroppen är mycket farliga, eftersom nerver behöver kalcium för att sända smärtsignaler känner man inte frätskador förrän efteråt när vävnaden dött av kalcium och magnesiumbrist.

## Framställning
Framställning sker genom att hetta upp koncentrerad svavelsyra tillsammans med kalciumfluorid till 250 °C, varefter vätefluoriden kan destilleras bort.

## Användning
Syran används för att rena både aluminium och uran, och den används vid etsning av glas och av kisel vid tillverkning av halvledarkomponenter. Den används även vid framställning av teflon och freoner samt för betning av svetsar i rostfritt stål. Syran finns också i vissa rengöringsmedel som används vid biltvätt.

## Hälsorisker

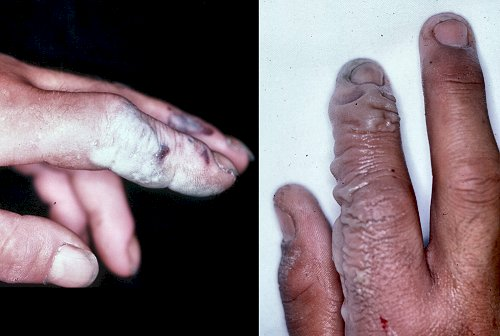
Frätskador på händer efter kontakt med fluorvätesyra.

Fluorvätesyra är frätande och kan orsaka allvarlig skada vid förtäring, kontakt med ögon eller hud. Orsakar lungödem på grund av toxisk reaktion vid inandning och kan leda till allvarlig rubbning av saltbalansen i kroppen (framför allt genom bindning till kalcium och magnesium). 